# Odontognophos vindobonica
Odontognophos vindobonica là một loài bướm đêm trong họ Geometridae.